# ChillyRoom
ChillyRoom (кит.: 凉屋游戏) — китайська компанія з розробки відеоігор. Розроблені ним ігри — Soul Knight; Otherworld Legends; We Happy Restaurant; Dungeon of Weirdos; Super Sticky Bros; My Darkest Moment;Soul Knight Prequel.